# Cohn Bluff
Das Cohn Bluff ist ein 400 m hohes Felsenkliff im Australischen Antarktis-Territorium. Es ragt im südlichen Teil der Britannia Range auf und markiert die Südseite der Einmündung des Yancey-Gletschers in den Byrd-Gletscher.
Das Advisory Committee on Antarctic Names benannte es im Jahr 2000 nach James Edward Cohn (1904–1997), Kapitän der USS Yancey während der Operation Highjump (1946–1947).